# Müetter
Pour plus de détails, voir Fiche technique et Distribution.
Müetter est un film français réalisé par Dominique Lienhard, sorti en 2006.

## Synopsis
Stéphane est un biochimiste d'une trentaine d'années. Un soir, il apprend par son cousin Mathieu que leur grand-mère, Müetter, est à l'agonie. Ce voyage dans la maison où il passait ses vacances, enfant puis adolescent, ne se déroule pas comme prévu : Stéphane veut faire quelque chose d'utile pour Müetter, l'aider dans son épreuve, mais il y a aussi tout ce temps où il n'était pas là...

## Fiche technique
- Titre : Müetter
- Réalisation : Dominique Lienhard
- Scénario : Dominique Lienhard
- Production : Jean-Pierre Bernet, Pierre-François Bernet et Fabrice Préel-Cléach
- Musique : Gilles Migliori
- Photographie : Nicolas Loir
- Montage : Elise Fievet
- Décors : Pierre Brayard
- Costumes : Isabelle Gasser
- Pays d'origine :  France
- Format : couleur - 1,85:1 - Dolby Digital - 35 mm
- Genre : drame
- Durée : 93 minutes
- Langue : alsacien et français
- Date de sortie : 11 janvier 2006 (France)

## Distribution
- Agathe de La Boulaye : Laure
- Stanislas Merhar : Stéphane
- Sophie Quinton : Marguerite
- Aurélien Recoing : Mathieu
- Andrée Meyer-Benjamin : Müetter

## Autour du film
- L'action du film se déroule principalement dans une maison à colombages du Canton de Bouxwiller, dans le nord de l'Alsace.